# Sommet du G20 de 2011
Le Sommet du G20 2011 est une réunion du groupe des 20 qui se réunit en France en novembre 2011 : la France, qui est le pays qui préside les rencontres cette année organise également un G20 des ministres du travail et de l'emploi (G20 social) et un G20 des ministres de l'agriculture.

## Historique
Le G20 est créé en décembre 1999 en réponse aux crises financières qui frappent les pays émergents à la fin des années 1990. Confronté à la plus grave crise économique et financière depuis la seconde guerre mondiale, le G20 s'est transformé fin 2008. Lors du Sommet fondateur de Washington de novembre 2008, les chefs d'État et de gouvernement se sont mis d'accord sur un plan d'action exceptionnel pour éviter l'effondrement du système financier et de l'économie mondiale. 
Depuis, le G20 se réunit régulièrement : à Londres en avril 2009, à Pittsburgh en septembre 2009, à Toronto en juin 2010, enfin à Séoul en novembre 2010. Il est devenu la principale enceinte de coopération économique et financière, pour assurer une croissance mondiale fondée sur des bases saines et solides. C'est après le sommet de Séoul que la France a pris la présidence du G20 et que la ville de Cannes a été choisie pour accueillir les réunions entre les chefs d'État et de gouvernement et les représentants de différents organisations internationales.

## Priorités de 2011
Les priorités du G20 de 2011 se divisent en six. La première, réformer le Système Monétaire International (SMI). La deuxième, renforcer la régulation financière. La troisième vise à lutter contre la volatilité excessive des prix des matières premières. Le G20 s'est pour la première fois penché sur la question de la fluctuation excessive des prix des matières premières lors du Sommet de Pittsburgh en septembre 2009 mais peu de mesures concrètes ont été prises à ce jour. La quatrième vise à soutenir l'emploi et renforcer la dimension sociale de la mondialisation. Quatre objectifs prioritaires dans ce domaine : l'emploi, notamment des jeunes et des plus vulnérables ; la consolidation du socle de protection sociale ; le respect des droits sociaux et du travail ; et une meilleure cohérence des stratégies des organisations internationales. Les ministres du Travail et de l'Emploi se réuniront fin septembre sur cet agenda. 
La cinquième, lutter contre la corruption. S'assurera que le Plan d'action de lutte contre la corruption adopté à Séoul se traduit par des résultats concrets et des avancées effectives dès 2011. Enfin la sixième, agir pour le développement. Le Sommet de Séoul de novembre 2010 a marqué une étape décisive avec l'adoption du premier plan d'action du G20 sur le développement. La présidence française s'attachera en particulier à soutenir le développement des infrastructures et assurer la sécurité alimentaire dans les pays les plus vulnérables. 

## G20 de Cannes

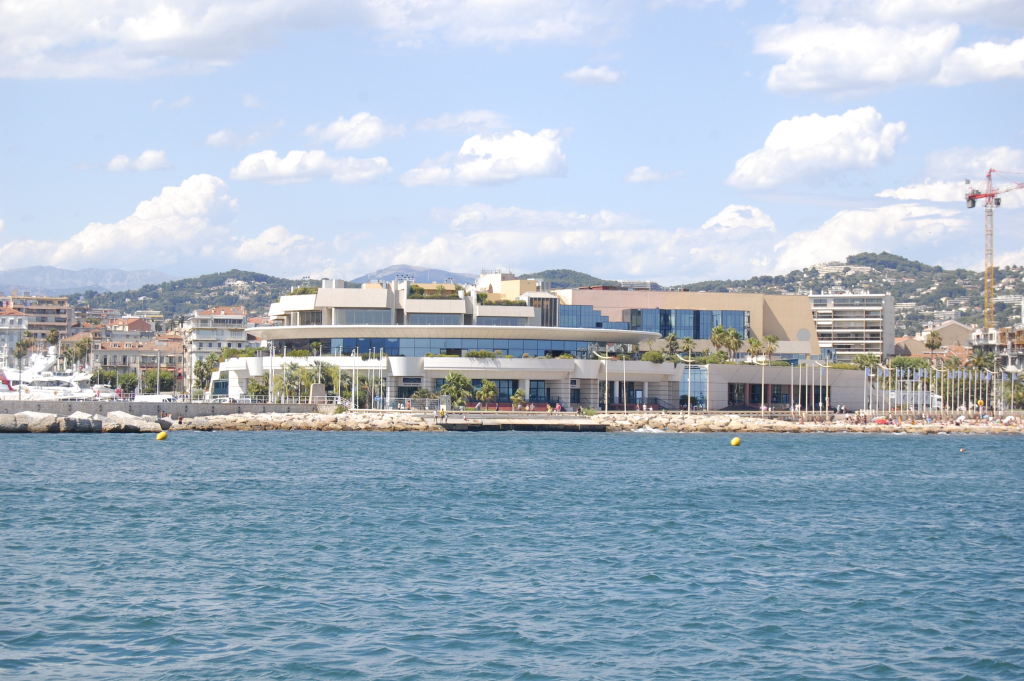
Le Palais des festivals et des congrès de Cannes.

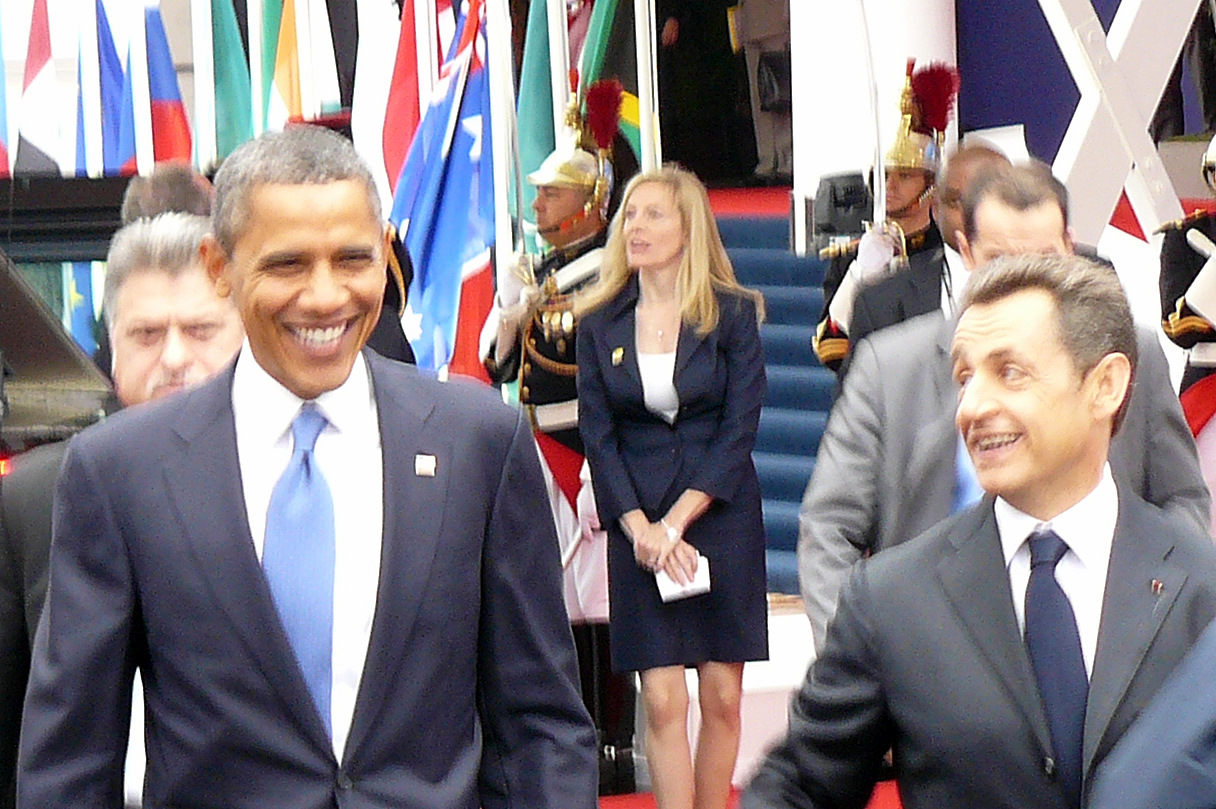
Nicolas Sarkozy accueille Barack Obama le 3 novembre 2011.

Le 12 novembre 2010, la ville de Cannes (Alpes-Maritimes) reçoit la confirmation que le G20 2011 s'y déroulerait.
Pour Bernard Brochand, député-maire de la ville :

« C'est un rendez-vous unique au monde et j'ai beaucoup de fierté pour la ville de Cannes. Le Palais est rénové et prêt à accueillir les chefs d'État et leurs délégations. Nous représenterons la Côte d'Azur et le pays tout entier. C'est aussi un défi qui nous permettra de démontrer que nous sommes à la hauteur. Cannes a été choisie parce qu'elle offre une unité de lieu entre le Palais et cinq hôtels 5 étoiles, ce qui la rend plus facile à sécuriser. La configuration de notre ville permet de ne pas la transformer entièrement en un camp retranché. Seul le centre-ville sera hypersécurisé. Ce sera sans doute comme pendant le sommet France-Afrique en 2007, où nous avions des lance-missiles dans les ports et des commandos de marines sur les plages. Un autre critère de choix a sans doute été les conditions financières que nous avons proposées. Sans donner de chiffre pour la Ville, un G20 coûte globalement autour de 80 millions d'euros. »

C’est l’agence Beyond qui est chargée de la gestion de l’hébergement des délégations officielles, soit 12 000 à 15 000 personnes à prendre en charge, incluant les 6 000 délégués et les 3 000 journalistes accrédités.
Finalement, l’intégralité du parc hôtelier ainsi que les résidences de tourisme seront occupés durant tout le sommet, allant de Mandelieu jusqu’à Juan-les-Pins. Le coût estimé par les autorités, cependant, est de 20 millions d'euros.
Le sommet se tient les 3 et 4 novembre 2011 au Palais des festivals et des congrès de Cannes qui accueille habituellement le Festival de Cannes et d'autres cérémonies prestigieuses,
Pour l'occasion, Laurence Jenkell est partenaire officiel du G20 à Cannes et invente un concept d’expositions itinérantes de ses Bonbons géants aux couleurs des Drapeaux. Elle expose 55 sculptures Bonbons, versions monumentales et Drapeaux alliant diversité des matières et haute technicité, pendant cinq mois.

## Représentants

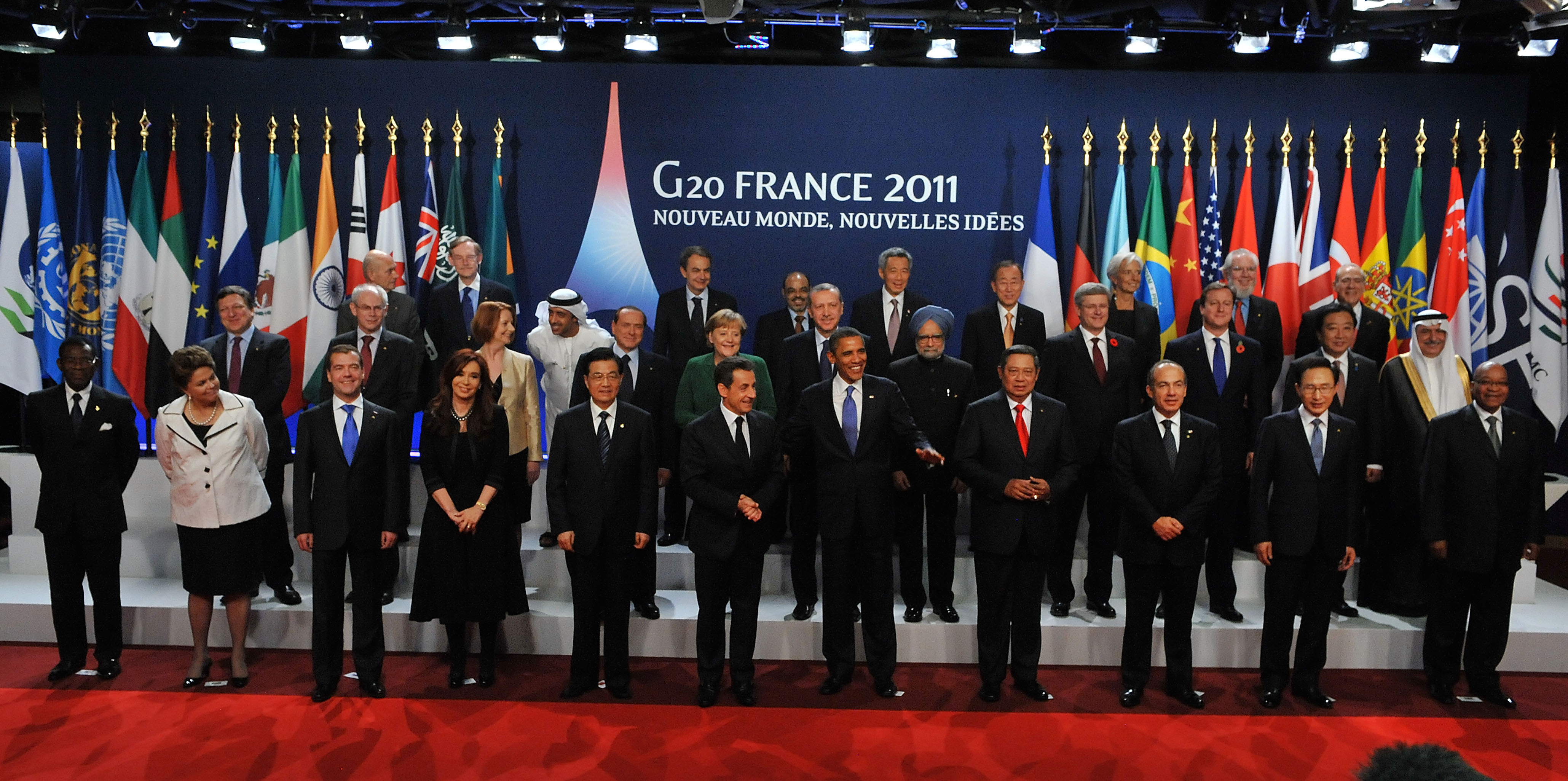
Photographie officielle avec tous les participants.

Le G20 représente 85 % de l'économie mondiale et 2/3 de la population mondiale. Les représentants des 19 pays, de l'Union européenne, ainsi que des pays invités et de certaines organisations internationales dont l'ONU, l'OMC, le FMI sont présents à Cannes. Parallèlement, le Conseil de coopération du Golfe (CCG), le Nouveau partenariat pour le développement de l'Afrique (NEPAD) et l'Union africaine ont été invités pour représenter le groupe « 3G » (Global governance group) qui regroupe 27 pays.

### Pays membres du G20
| Pays                                        | Pays                  | Représentant                   | Titre                              | Réf.   |
| ------------------------------------------- | --------------------- | ------------------------------ | ---------------------------------- | ------ |
| Drapeau d'Afrique du Sud                    | Afrique du Sud        | Jacob Zuma                     | Président                          | [ 4 ]  |
| Drapeau de l'Allemagne                      | Allemagne             | Angela Merkel                  | Chancelière fédérale               | [ 4 ]  |
| Drapeau de l'Arabie saoudite                | Arabie saoudite       | Abdallah ben Abdelaziz         | Roi                                | [ 4 ]  |
| Drapeau de l'Argentine                      | Argentine             | Cristina Fernández de Kirchner | Présidente                         | [ 8 ]  |
| Drapeau de l'Australie                      | Australie             | Julia Gillard                  | Premier ministre                   | [ 9 ]  |
| Drapeau du Brésil                           | Brésil                | Dilma Rousseff                 | Présidente                         | [ 4 ]  |
| Drapeau du Canada                           | Canada                | Stephen Harper                 | Premier ministre                   | [ 10 ] |
| Drapeau de la République populaire de Chine | Chine                 | Hu Jintao                      | Président                          | [ 11 ] |
| Drapeau de l’Union européenne               | Commission européenne | Jose Manuel Barroso            | Président                          | [ 4 ]  |
| Drapeau de l’Union européenne               | Conseil européen      | Herman Van Rompuy              | Président                          | [ 4 ]  |
| Drapeau de la Corée du Sud                  | Corée du Sud          | Lee Myung-bak                  | Président                          | [ 12 ] |
| Drapeau des États-Unis                      | États-Unis            | Barack Obama                   | Président                          | [ 4 ]  |
| Drapeau de la France                        | France                | Nicolas Sarkozy                | Président                          | ,      |
| Drapeau de l'Inde                           | Inde                  | Manmohan Singh                 | Premier ministre                   | [ 14 ] |
| Drapeau de l'Indonésie                      | Indonésie             | Susilo Bambang Yudhoyono       | Président                          | [ 15 ] |
| Drapeau de l'Italie                         | Italie                | Silvio Berlusconi              | Président du Conseil des ministres | [ 16 ] |
| Drapeau du Japon                            | Japon                 | Yoshihiko Noda                 | Premier ministre                   | [ 4 ]  |
| Drapeau du Mexique                          | Mexique               | Felipe Calderón                | Président                          | [ 4 ]  |
| Drapeau du Royaume-Uni                      | Royaume-Uni           | David Cameron                  | Premier ministre                   | [ 4 ]  |
| Drapeau de la Russie                        | Russie                | Dmitry Medvedev                | Président                          | [ 4 ]  |
| Drapeau de la Turquie                       | Turquie               | Recep Tayyip Erdoğan           | Premier ministre                   | [ 4 ]  |

### Pays invités
| Pays                             | Pays                | Représentant                  | Titre                     |
| -------------------------------- | ------------------- | ----------------------------- | ------------------------- |
| Drapeau de l'Algérie             | Algérie             | Abdelaziz Bouteflika          | Président                 |
| Drapeau des Émirats arabes unis  | Émirats arabes unis | Khalifa ben Zayed Al Nahyane  | Président                 |
| Drapeau de l'Espagne             | Espagne             | José Luis Rodríguez Zapatero  | Président du gouvernement |
| Drapeau de l'Éthiopie            | Éthiopie            | Meles Zenawi                  | Premier ministre          |
| Drapeau de la Guinée équatoriale | Guinée équatoriale  | Teodoro Obiang Nguema Mbasogo | Président                 |
| Drapeau de Singapour             | Singapour           | Lee Hsien Loong               | Premier ministre          |

### Institutions internationales
| Institution                     | Représentant                  | Titre              |
| ------------------------------- | ----------------------------- | ------------------ |
| BCE                             | Mario Draghi                  | Président          |
| Conseil de coopération du Golfe | Khalifa ben Zayed Al Nahyane  | Représentant       |
| Comité de Bâle                  | Nout Wellink                  | Directeur général  |
| FMI                             | Christine Lagarde             | Directrice         |
| FESF                            | Klaus Regling                 | Directeur général  |
| ONU                             | Ban Ki-moon                   | Secrétaire général |
| NEPAD                           | Armando Guebuza               | Représentant       |
| OCDE                            | José Ángel Gurría             | Secrétaire général |
| OIT                             | Juan Somavía                  | Directeur général  |
| OMC                             | Pascal Lamy                   | Directeur général  |
| Union africaine                 | Teodoro Obiang Nguema Mbasogo | President          |
| Banque mondiale                 | Robert Zoellick               | President          |

## Sécurité
12 000 membres des forces de l’ordre réquisitionnées viennent de toute la France au sommet du G20, de la cavalerie de la garde républicaine à la gendarmerie maritime. Un sous-marin et des missiles sol air sont également présents. Le survol de la zone est interdit jusqu’au 5 novembre. La navigation, la plongée sous-marine, la baignade sont interdites dans certaines zones sensibles au large de Cannes.